# Weinglastal
Das Weinglastal nördlich von Wieda im Harz ist ein Seitental des Wiedatals.
Es liegt am nördlichen Fuß des Stöberhaimassivs, das bis auf 601 m ü. NN aufragt. Der Name stammt von einst dort betriebenen Wanderglashütten, deren Reste archäologische Untersuchungen zutage förderten.

## Bahnhof Stöberhai

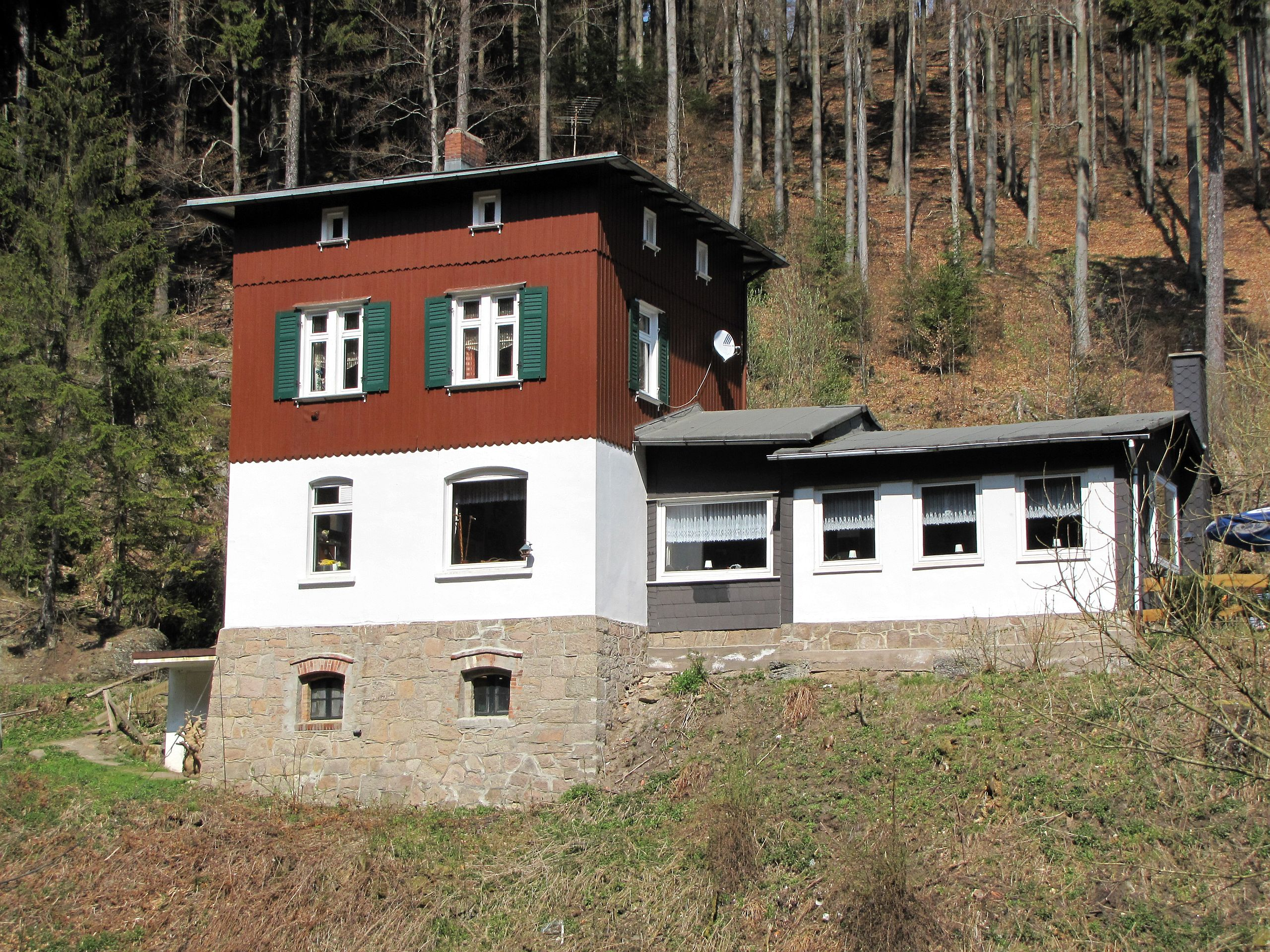
Bahnhof Stöberhai

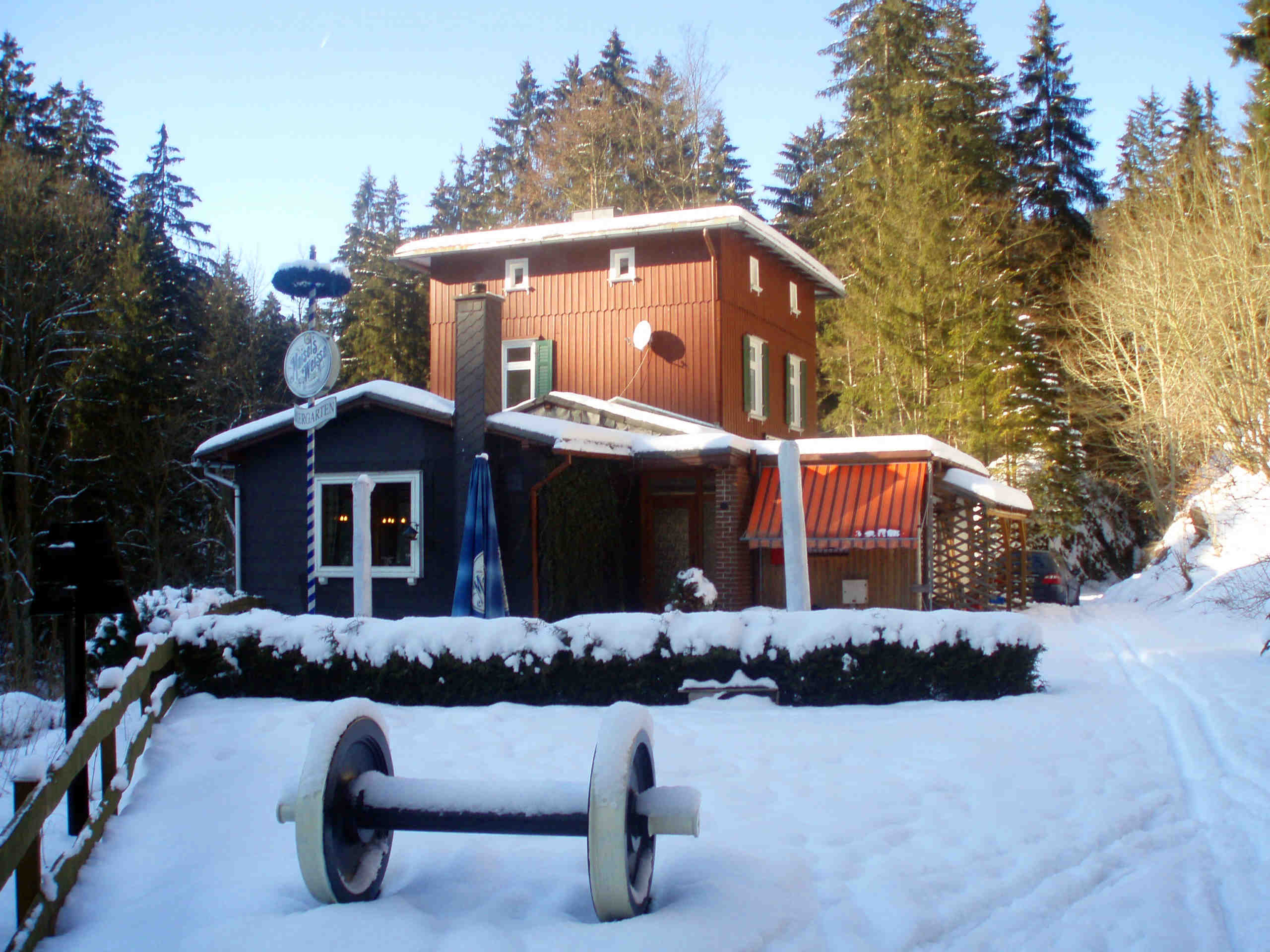
Eisenbahnrelikt am Bahnhof Stöberhai

Im Weinglastal verlief von 1899 bis 1963 eine Kehre der Schmalspurbahn Walkenried–Braunlage/Tanne, die der Höhengewinnung diente. Auf Wunsch des Besitzers des rund 1,3 Kilometer entfernten Berghotels Stöberhai wurde beim Bau der Strecke die Haltestelle Stöberhai am Berghang im Weinglastal eingerichtet und am 15. August 1899 eröffnet. Da seinerzeit im Sommer, insbesondere an Sonntagen, schon mehrere Hundert Passagiere täglich an dem Haltepunkt ein- und ausstiegen, der weder über eine Wartehalle noch über Bänke verfügte, wurde ein eingeschossiges hölzernes Stationsgebäude mit Fahrkartenverkauf und Restauration hinzugefügt und im Oktober 1900 eröffnet. Der offiziell Haltestelle Stöberhai genannte Haltepunkt wurde jedoch seit Anbeginn im Volksmund Bahnhof Stöberhai genannt. Das Stationsgebäude brannte bereits in der Nacht vom 16. auf den 17. Januar 1907 nieder. Es wurde noch im selben Jahr das heute bestehende etwas größere Bahnhofsgebäude neu errichtet, das zusätzlich ein Obergeschoss mit der Wohnung für den Wirt erhielt. Die Gaststätte bewirtete von 1910 bis 1935 der ehemalige Former Karl Mast aus der Jägermeister-Familie Mast.
Nach Einstellung des Personenverkehrs am 28. September 1962 wurde die Strecke 1963 endgültig stillgelegt und die Gleisanlagen abgebaut. Heute verläuft auf der alten Bahntrasse ein Radwanderweg. Der ehemalige Bahnhof Stöberhai wird noch heute als Waldgasthaus betrieben. Die dem Restaurant angeschlossene Wildfütterung wird seit den 1950er Jahren jeden Abend inszeniert und kann vom Gastraum aus auf dem gegenüber liegenden Hang des Weinglastals beobachtet werden.
Der Bahnhof Stöberhai ist eine Station des im Jahr 2010 eingerichteten Wanderweges Harzer Baudensteig.